# 吉蘭·科南
吉蘭·恩克洛曼德·科南（法語：Ghislain N'Clomande Konan；1995年12月27日—），科特迪瓦足球运动员，曾效力沙特職業足球聯賽球隊艾納斯。

## 榮譽
艾納斯
- 阿拉伯球會冠軍盃冠軍：2023[2]

象牙海岸國家隊
- 非洲國家盃冠軍 : 2023

## 外部連結
- 足球数据库：吉蘭·科南的球员统计数据